# 2.º Congresso Nacional do Partido Comunista da China
 O Segundo Congresso Nacional do Partido Comunista da China foi um importante congresso político realizado em Xangai, entre 16 e 23 de julho de 1922.

## Discussão
Baseando-se nas teorias de Lenin sobre a questão nacional e colonial, e nas investigações das questões básicas da revolução chinesa feitas desde a fundação do Partido Comunista da China, o congresso aprovou a "Resolução do Partido Comunista da China sobre o Imperialismo e Eventos Mundiais", onde fazia uma análise da conjuntura mundial e da natureza semicolonial e semifeudal da sociedade chinesa, delineando os principais personagens, a força motriz e os principais alvos da revolução chinesa, além de formular os programas mínimos e máximos do partido. Assinalou que a revolução chinesa seria uma revolução democrática contra o imperialismo e o feudalismo, onde a força motriz seria o proletariado, os camponeses e a pequena burguesia. Os objetivos do programa mínimo incluíam a eliminação de toda a desordem interna e a inevitável derrubada dos senhores de terra com o objetivo de alcançar a paz no país, e o fim de toda a opressão imperialista estrangeira com o objetivo de conquistar a independência completa da nação chinesa. Os objetivos máximos do programa seriam: organizar o proletariado para o estabelecimento da ditadura dos trabalhadores e camponeses através da luta de classes, eliminar o sistema de propriedade privada e gradualmente avançar em direção à sociedade comunista. 

## Significado do Congresso
Além da "Resolução sobre o Imperialismo e Eventos Mundiais", o congresso também levou à confirmação e adoção da Constituição do Partido Comunista da China, além de várias outras resoluções que foram aprovadas durante o encontro. Isso incluiu a "Declaração do Segundo Congresso Nacional do Partido Comunista da China", "Resolução sobre a Junção à Internacional Comunista", "Resolução da Frente Unida da Democracia", "Resolução sobre o Movimento Sindical e o Partido Comunista", "Resolução sobre o Movimento da Juventude Comunista", "Resolução sobre o Movimento da Mulher" e "Resolução sobre a Constituição do Partido Comunista".
A declaração feita pelo 2º Congresso estabeleceu que o Partido Comunista da China seria um "braço da Internacional Comunista". No evento também foi aprovação a junção à Comintern, uma virada drástica em relação ao 1º Congresso Nacional, onde foi afirmado que a Comintern seria somente uma aliada do Partido Comunista da China. Esse alinhamento feito no 2º Congresso afetaria muito o desenvolvimento do partido em seus primeiros anos.

## Comparecimento
De acordo com o registro do 6º Congresso Nacional realizado em Moscou em 1928, os 12 participantes do 2º Congresso Nacional foram listados da seguinte forma: Chen Duxiu, Zhang Guotao, Li Da, Yang Mingzhai, Luo Zhanglong, Wang Jinmei, Xu Baihao, Mao Zedong, Cai Hesen, Tan Pingshan, Li Zhenying e Shi Cuntong.
No entanto, esta lista apenas indicou os representantes, e não o total de membros efetivos que participaram do congresso. Mao Zedong, por exemplo, recebeu a notificação para participar do congresso, mas não compareceu. Na obra "História do Partido Comunista Chinês", publicada pelo Centro de Pesquisas do Partido Comunista da China, é afirmado que há certa ambiguidade em relação à participação de Mao no congresso.
No entanto, em uma entrevista feita pelo jornalista americano Edgar Snow e publicada em seu livro "Estrela Vermelha sobre a China", foi registrado que Mao admitiu a Snow sua ausência do 2º Congresso Nacional, atribuindo a uma falha de comunicação. 

## Eleitos
Foi eleito o Comitê Executivo Central do Partido, composto por Chen Duxiu, Zhang Guotao, Cai Hesen, Gao Junyu e Deng Zhongxia, com Chen Duxiu eleito presidente do comitê.